# Trixie Smith
Trixie Smith (ur. 1895 w Atlancie, zm. 21 września 1943 w Nowym Jorku) – afroamerykańska piosenkarka bluesowa oraz aktorka. 

## Życiorys
Urodziła się w rodzinie należącej do klasy średniej. Uczęszczała do Selma University w Alabamie, zaś około roku 1915 wyjechała do Nowego Jorku. Tam występowała w minstrelsach oraz murzyńskich wodewilach zanim nagrała swoje pierwsze kompozycje dla wytwórni Black Swan.
Wśród nich był utwór "My Man Rocks Me (With One Steady Roll)" (1922), napisany przez J. Berniego Barboura, który jest uważany za pierwsze nagranie, w którym pojawiło się wyrażenie "rock and roll". W 1922 roku Trixie Smith zajęła pierwsze miejsce i wygrała srebrny puchar w konkursie bluesowym w nowojorskim Inter-Manhattan Casino, sponsorowanym przez tancerkę Irene Castle, dzięki swojemu utworowi "Trixie's Blues", pokonując takie piosenkarki jak Alice Carter, Daisy Martin czy Lucille Hegamin.
Smith jest znana najbardziej z piosenek takich jak "Railroad Blues" (1925) czy "The World Is Jazz Crazy and So Am I" (1925). Oba utwory wykonywał Louis Armstrong na kornecie. W niektórych nagraniach piosenkarce towarzyszyli artyści tacy jak James P. Johnson czy Freddie Keppard, w latach 1924-25 tworzyła ona także z orkiestrą Fletchera Hendersona.
Gdy jej kariera piosenkarki bluesowej zakończyła się, występowała głównie w rewiach kabaretowych i rewiach muzycznych takich jak New York Revue (1928) i Next Door Neighbors (1928) w Lincoln Theatre w Harlemie. W 1931 Smith pojawiła się w sztuce Mae West The Constant Sinner wystawionej na Broadwayu. Dwa lata później została uhonorowana zaproszeniem do udziału w sztuce Louisiana.
Trixie Smith zagrała w czterech filmach: God's Step Children (1938), Swing! (1938), Drums o' Voodoo (1934) oraz The Black King (1932). Dwa z nich zostały nakręcone przez Oscara Micheaux. Piosenkarka wystąpiła także na koncercie Johna H. Hammonda pt. From Spirituals to Swing w 1938 roku i nagrała siedem utworów w latach 1938-39. Większość z jej późniejszych nagrań była tworzona we współpracy z Sidneyem Bechetem dla wytwórni Decca Records.
Zmarła po krótkiej chorobie w wieku 48 lat.

## Dyskografia
- 1924: Trixie Smith: Complete Recorded Works, Vol. 1 (1922–1924)
- 1939: Trixie Smith: Complete Recorded Works, Vol. 2 (1925–1939)